# Хлоридный канал 1
Хлоридный канал 1 (англ. Chloride channel 1, skeletal muscle, CLC-1, CLCN1) — мембранный белок, из  суперсемейства хлоридных каналов, один из 9 членов хлоридных каналов человека группы CLCN. Является потенциал-зависимым каналом.

## Патология
Мутации гена CLCN1 вызывают у человека наследственные формы мышечных заболеваний: рецессивную форму общей наследственной миотонии Беккера и доминантмую форму миотонии Томсена.